# Барселона
Барсело́на (кат. Barcelona, вимовляється літературною каталанською [bəɾsəł'onə], у півн.-зах. діалектах [baɾseł'onɛ], у валенсійському діалекті [baɾseł'ona], алгерським діалектом [balsaɾ'ona], ісп. Barcelona, вимовляється [baɾθeˈlona], окс. Barcelona, фр. Barcelone, вимовляється [baʁseˈlɔn]) — місто в Іспанії, столиця автономної області Каталонії і провінції Барселона.
У місті площею 100,4 км² проживає 1 611 822 жителі (2013). Агломерація Барселони (місто та його передмістя) налічує 4 604 000 осіб (2013). Місто є другим за чисельністю населення в Іспанії після столиці Мадрида.
Барселона лежить на частині узбережжя Середземного моря (кат. la costa de la mar Mediterrània), що називається Коста-дель-Маресме, на північ від Коста-Брава і на півдні від Коста-дель-Гарраф. Це важливий морський порт. Місто за 160  км від Піренеїв. У Барселоні відбувалися Всесвітні виставки у 1888 та 1929 роках, літні Олімпійські ігри 1992 року, Всесвітній форум культур у 2004 році та інші заходи світового рівня.
Жителі називають місто «Барна», загальна абревіатура для міста BCN, яка також є кодом IATA для її аеропорту Барселона-ель-Прат (кат. Aeroport de Barcelona — el Prat).

## Етимологія назви міста
Існує гіпотеза, що місто названо на честь карфагенського генерала Гамількара Барки (лат. Hamilcar Barca), батька Ганнібала. Прізвище Барка походить від фінікійського слова  [bʔrʔk], що означає «блискавка». Імовірно, що перша зафіксована назва міста — Баркено (ібер. () у непрямих відмінках Barcinone). У середньовіччі фіксувалися інші варіанти написання назви міста — найчастіше Barçalona (у XIII ст.), Barchinona (у XIV та XV ст.), Barchelona (у XV ст.), Barchenona тощо.

## Історія

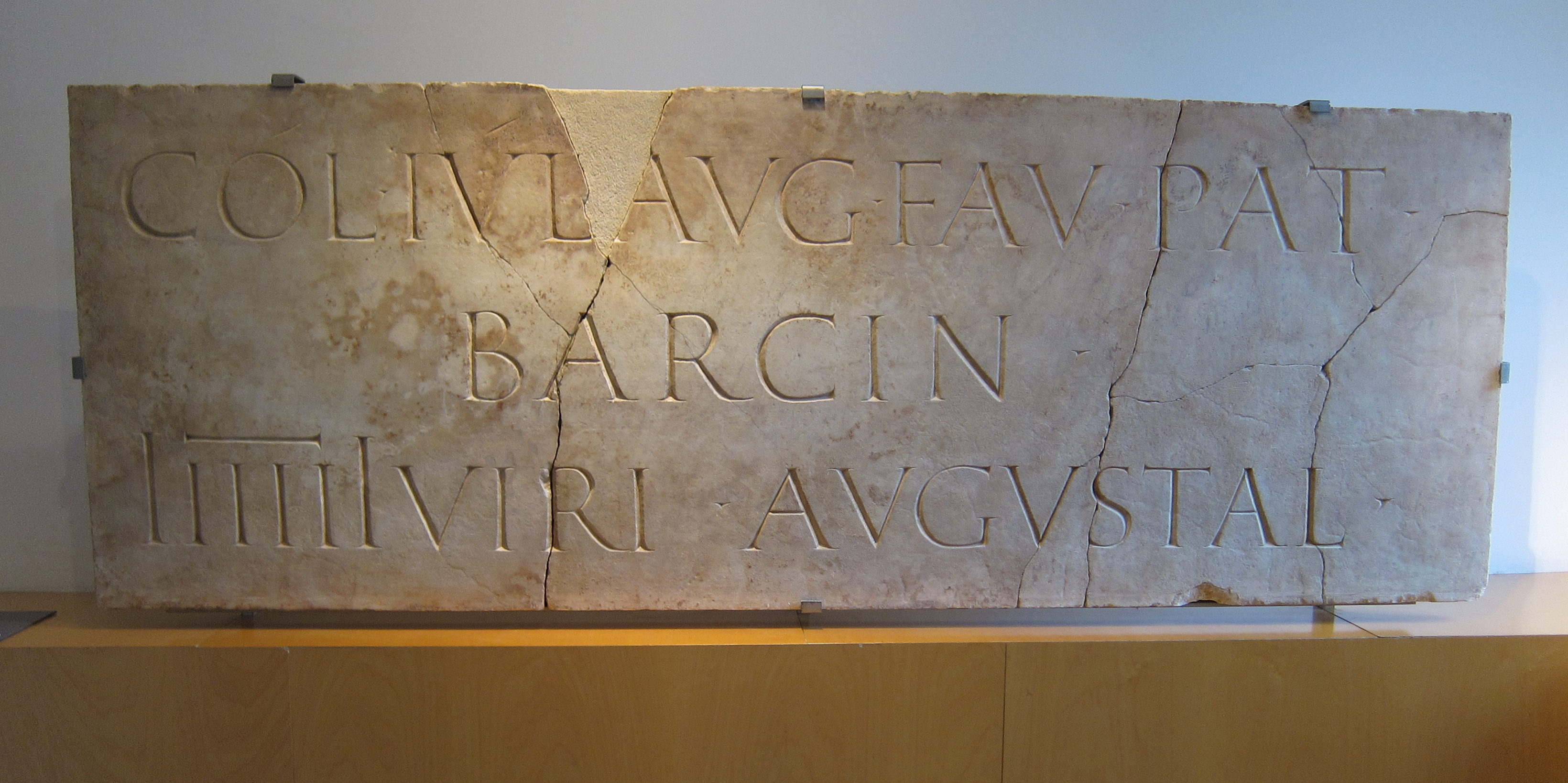
Мармурова плита із Музею історії міста Барселона, що датується 110—130 рр. н. е. і належить до часів римської колонії Барчіно

### Давня історія
До наших днів так і не дійшли достовірні підтвердження історії походження стародавнього поселення, яке поселилося на місті, де раз знаходиться сучасна Барселона.
Цікавою є передісторія початку розкопок, що були здійснені, через необхідність проведення реконструкції казарм цивільної гвардії Раваля на Каррер-де-Сант-Пау. Основних причин реконструкції було дві. Перша полягала у тому, що казарми знаходились у старій промисловій будівлі, що потребувало документального оформлення. По-друге, його тісне розташування до монастиря Сант-Пау-дель-Камп, де були проведені різноманітні заходи, щодо надання археологічних залишків із різних хронологій, вказувала на можливість розташування подібних знахідок також і тут. Окрім того, будівництво підземної автостоянки в парковій зоні, протягом 1989—1990 років. виявило важливу територію римських поховань, а також деякі предмети бронзової доби.
Там були знайдені залишки раннього поселення, у числі яких гробниці і оселі, вік яких датується раніше ніж 5000 р. до н. е.
Щодо заснування міста Барселона відомо дві різні легенди. Одна із них стверджує, що заснування міста пов'язане із міфічним героєм Геркулесом. Друга легенда відносить заснування міста історичній постаті — карфагенському генералу Гамількару Барка, батько Ганнібала, який за припущенням дав місту назву Барчіно (Barcino) на честь свого родинного прізвища в III столітті до н. е., але не існує історичних чи лінгвістичних доказів цього факту.

### Барселона за часів Римської імперії
Близько 15 р. до н. е., римляни перепланували місто у каструм (римський військовий табір), що базувався на «Монс Табер», невеличкому пагорбі недалеко від сучасної міської ратуші (Plaça de Sant Jaume). Під правлінням римлян, ця територія була колонією, яка мала назву Colonia Faventia Julia Augusta Pia Barcino або Colonia Julia Augusta Faventia Paterna Barcino. Помпоній Мела згадує це місто серед невеликих міст у цьому регіоні, ймовірно тоді це місто було затьмарене розвиненішим сусіднім містом Таррако (сучасна Таррагона), але в письменників пізніх часів можна знайти розповіді, що місто поступово збагачувалося і розвивалося, завдяки вдалому розташуванню й чудовій морській гавані. Місто було звільнене від імперських тягарів. Місто карбувало власні монети; деякі монети з епохи Гальба збереглися.
Залишки римської епохи продемонстровані в підземеллі Plaça del Rei, що є частиною Музею історії міста Барселони (MUHBA); типова сітка планування римського міста досі помітна в сучасному розміщенні історичного центру міста, Barri Gòtic (Готичний квартал). Деякі фрагменти римських стін які збереглися, залишилися вмуровані в стіни кафедрального собору. Цей кафедральний собор має повну назву Catedral Basílica Metropolitana de Barcelona, іноді також використовують коротку назву La Seu, що в перекладі з каталонської мови означає «собор». За відомостями він був заснований у 343 році.

### Середньовічні часи
На початку V століття місто було завойоване вестготами, і на декілька років стало столицею всієї римської Іспанії. Після того, як місто було завойоване арабами на початку VIII століття, його у 801 відвоював син Карла Великого Людовик I, який зробив Барселону місцем перебування Каролінгової «Іспанської марки» (Marca Hispanica), буферною зоною, якою керував Граф Барселони.
Графи Барселони швидко стали незалежними і розширили свої території, так що вони стали включати всі території Каталонії, хоча 6 липня 985, Барселона була пограбована армією Аль-Мансура. Це пограбування було настільки трагічним, що більшість населення Барселони було вбито або забрано у рабство. 1137 року Арагонське королівство та Каталонське князівство об'єдналися у Союз династій через шлюб Рамона-Беренгера IV і Петроніли з Арагону, і їхні титули зрештою успадкувала одна людина, коли їх син Альфонсо ІІ посів на трон у 1162 р. Території, якими він володів згодом стали називати Арагонською Короною, ця держава в XIII столітті завоювала багато заморських територій і правила західними територіями Середземного моря з прилеглими територіями Неаполя і Сицилії, а також Афінами. Посилення династичних зв'язків між Коронами Арагона і Кастилії відмічають як початок занепаду Барселони. Банк Барселони (Taula de canvi), імовірно є найстарішим державним банком у Європі, і був заснованим міським магістратом в 1401 році. Це виходило із потреб держави, як і Банк Венеції (1402) та Банк Георгія (1407).

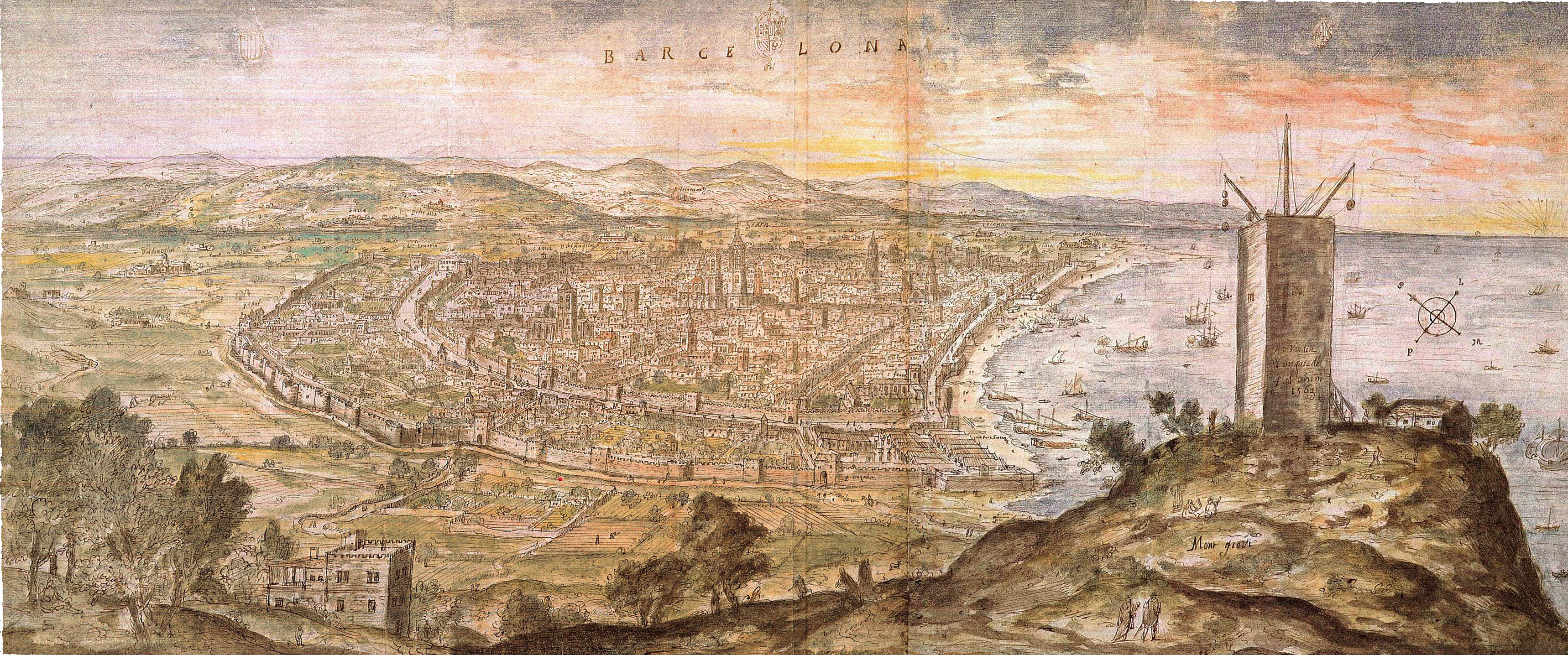
Барселона у 1563 році

### Барселона в часи Іспанської монархії
Шлюб Фернандо II із Арагону і Ізабелли I із Кастилії в 1469 році об'єднав дві королівські родини. Центром політичної влади став Мадрид, у той час як колонізація Америк зменшила важливість (принаймні у відносній мірі) торгівлі у Середземноморському регіоні. Барселона була центром Каталонського руху за незалежність, включаючи Сегадорське повстання (1640—1652) проти короля Філіппа IV Великого.
В 1650—1654 роках велика епідемія чуми майже вдвічі зменшила кількість населення міста.

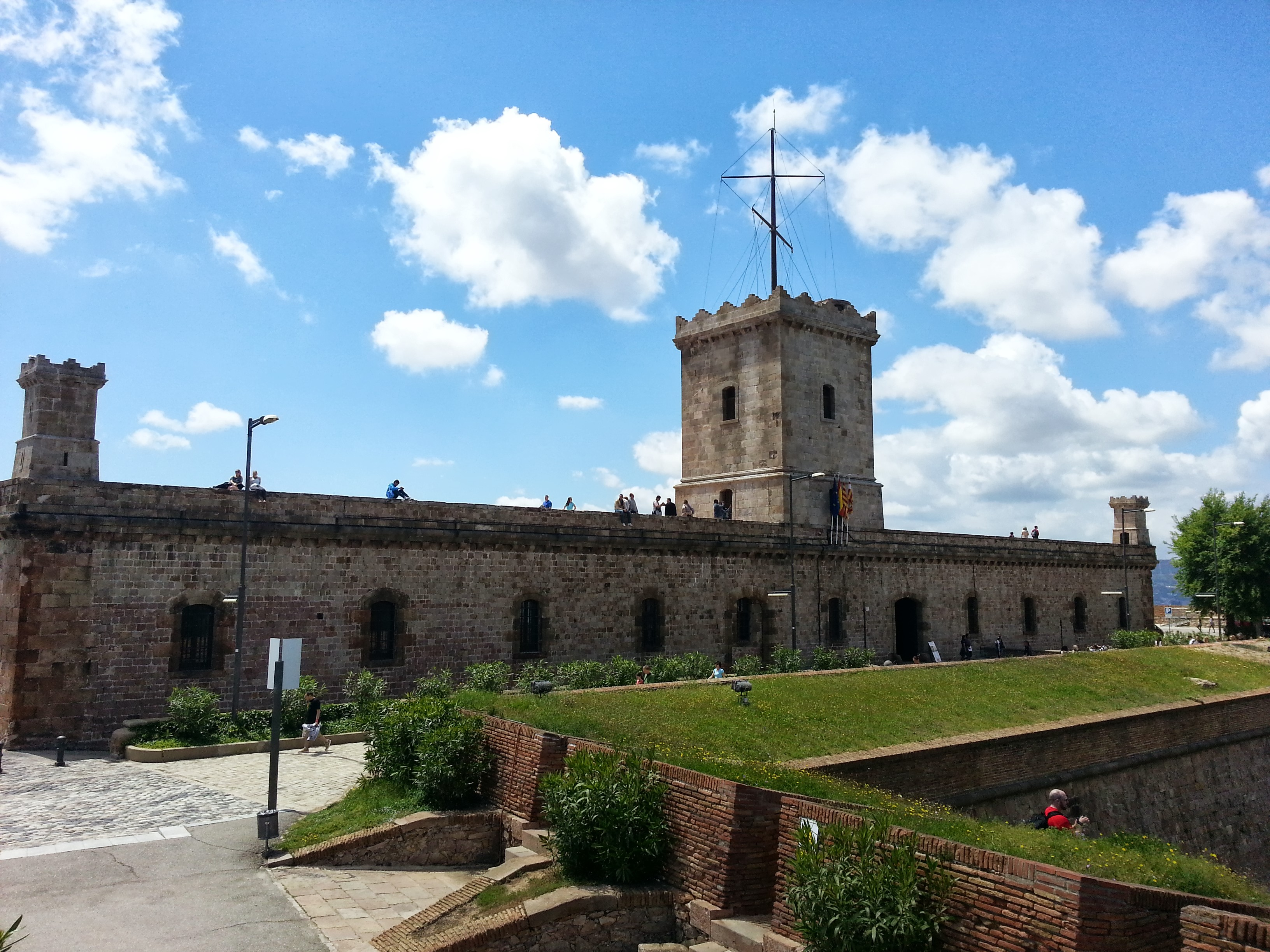
Фортеця Монтжуїк, найпівденніша точка в якій було проведено вимірювання для розрахунку метра Історія метра

В XVIII столітті на горі Монтжуїк було побудовано фортецю, яка мала вид на гавань. 1794 року цю фортецю використовував французький астроном П'єр Франсуа Андре Мешен для спостереженнями, що стосувалися визначення протяжності шляху до Дюнкерка, що дало базис для офіційного розрахунку величини метра. Еталонна жердина, що є мірою метру, виготовлена із платини, була представлена на французькій законодавчій асамблеї 22 червня 1799 р. Значна частина Барселони зазнала негативного впливу від Піренейських війн, але із початком епохи індустріалізації розвиток провінції покращився. В 1850-х роках містобудівник Ільдефонс Серда спроєктував великий район Ашямпла, коли середньовічні стіни довкола старого міста Барселони було зруйновано.

## Населення
Населення міста (у 2009 р.) становить 1 621 537 осіб (з них ті, які мають: менше 14 років — 11,8 %, від 15 до 64 — 67,8 %, понад 65 років — 20,3 %). У 2006 р. народжуваність становила 14 850 осіб, смертність — 15 671 особа, зареєстровано 5795 шлюбів. Середня тривалість життя у 2008 р. становила: чоловіки — 79 років, жінки — 85,2 року. У 2001 р. активне населення становило 723 983 особи, з них безробітних — 78 564 особи.
Серед осіб, які проживали на території міста у 2001 р.:
- 993 280 народилися в Каталонії (з них 890 488 осіб у тому самому районі, або комарці)
- 385 678 осіб приїхало з інших областей Іспанії
- 124 926 осіб приїхало з-за кордону.

Університетську освіту має 20,2 % міського населення.
У 2001 р. нараховувалося 594 452 домогосподарства (з них 26,2 % складалися з однієї особи, 29,8 % з двох осіб, 21,2 % з 3 осіб, 16,3 % з 4 осіб, 4,6 % з 5 осіб, 1,3 % з 6 осіб, 0,3 % з 7 осіб, 0,2 % з 8 осіб і 0,2 % з 9 і більше осіб).
Активне населення міста у 2001 р. працювало у таких сферах діяльності:
- у сільському господарстві — 0,4 %
- у промисловості — 18 %
- на будівництві — 6,1 %
- у сфері обслуговування — 75,5 %.

У муніципалітеті або у власному районі (комарці) працює 765 898 осіб, поза районом — 143 616 осіб.

### Зростання населення
| 1497 f | 1515 f | 1553 f | 1717   | 1787    | 1857    | 1877    | 1887    | 1900    | 1910    |
| ------ | ------ | ------ | ------ | ------- | ------- | ------- | ------- | ------- | ------- |
| 6.166  | 6.613  | -      | 35.928 | 100.160 | 235.060 | 353.853 | 405.913 | 544.137 | 595.732 |

| 1920    | 1930      | 1940      | 1950      | 1960      | 1970      | 1981      | 1990      | 1992      | 1994      |
| ------- | --------- | --------- | --------- | --------- | --------- | --------- | --------- | --------- | --------- |
| 721.869 | 1.005.565 | 1.081.175 | 1.280.179 | 1.557.863 | 1.745.142 | 1.754.900 | 1.707.286 | 1.630.635 | 1.630.867 |

| 1996      | 1998      | 2000      | 2002      | 2004      | 2006      | 2008      | 2010      | 2012      | 2014      |
| --------- | --------- | --------- | --------- | --------- | --------- | --------- | --------- | --------- | --------- |
| 1.508.805 | 1.505.581 | 1.496.266 | 1.527.190 | 1.578.546 | 1.605.602 | 1.615.908 | 1.619.337 | 1.620.943 | 1.602.347 |

| 2016      | 2018      | 2020 | 2022 | 2024 | 2026 | 2028 | 2030 | 2032 | 2034 |
| --------- | --------- | ---- | ---- | ---- | ---- | ---- | ---- | ---- | ---- |
| 1.608.746 | 1.620.343 | -    | -    | -    | -    | -    | -    | -    | -    |

З 1787 р. до складу Барселони включено муніципалітет Бальбону (нині квартал Бальбона), у 1860 р. муніципалітет Барсалунету, у 1897 р. муніципалітети Лас Кортс, Ґрасію, Сант Андреу да Палума, Сан Жарвасі да Касолас, Сан Марті да Прубансалс, Сантс та Бальбідреру, у 1904 р. муніципалітет Орту, у 1930 р. муніципалітет Сарію. Дані для Барселони по всіх роках є сумою даних по всіх названих вище муніципалітетах.

### Доходи населення
У 2002 р. доходи населення розподілялися таким чином:
| \| Доходи населення за статтями доходів \| Доходи населення за статтями доходів \| Доходи населення за статтями доходів \| \| Рік \| 2002 р. \| 2001 р. \| \| ------------------------------------ \| ------------------------------------ \| ------------------------------------ \| \| Заробітна платня \| 60,8 % \| 62,8 % \| \| Доходи від ведення бізнесу \| 23,7 % \| 22 % \| \| Соціальна допомога \| 15,5 % \| 15,3 % \| |         |         |
| Доходи населення за статтями доходів |         |         |
| Рік | 2002 р. | 2001 р. |
| Заробітна платня | 60,8 %  | 62,8 %  |
| Доходи від ведення бізнесу | 23,7 %  | 22 %    |
| Соціальна допомога | 15,5 %  | 15,3 %  |

### Безробіття
У 2007 р. нараховувалося 52 921 безробітних (у 2006 р. — 56 567 безробітних), з них чоловіки становили 44,6 %, а жінки — 55,4 %.

## Економіка

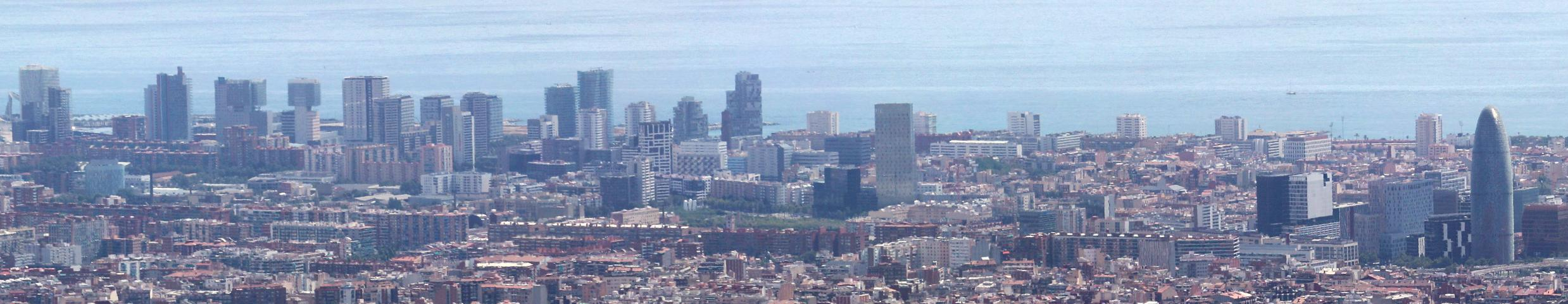
Ділова частина Барселони

Барселона була одним із перших районів континентальної Європи, у якому почалася індустріалізація. До середини XIX століття Барселона стала важливим центром текстильної промисловості і машинобудування. Після цього промислове виробництво відігравало визначальну роль в історії міста. Проте, як і в інших сучасних містах, обслуговуючий сектор економіки починає переважати над виробничим.
Барселона — столиця автономної області Каталонія, яка створює майже чверть ВВП Іспанії. ВВП Барселонської агломерації у 2008 році становив 177 млрд. €, тоді як ВВП самого міста Барселони — 64 521 млрд €, або 39 900 € на одну особу. Це робить Барселону четвертим найбагатшим містом Європи та 35-м містом за розміром економіки у світі.
Галузева структура валової доданої вартості у 2008 році:
- бізнес-послуги та нерухомістю — 24,35 %
- комунальні послуги — 20,71 %
- промисловість — 12,68 %
- торгівля й побутовий ремонт — 11,57 %
- транспорт — 9,57 %
- готельна справа — 7,50 %
- фінансове посередництво — 7,02 %
- будівництво — 6,64 %)[41].

На базі довізної сировини та палива й електроенергії гірських річок у місті працюють великі заводи текстильної, машинобудівної (мотори, складання автомобілів, літаків, устаткування для сільського господарства, транспорту, текст. машини), хімічної, харчової, цементної та інших галузей промисловості. Бавовняні фабрики Барселони і передмість дають майже 3/4 текст. продукції Іспанії. У промисловості Барселони істотним є іноземний капітал, зокрема англійський і американський.
Барселона серед лідерів європейських туристичних міст — 5-те місце за кількістю гостей, будучи при цьому одним із туристичних напрямків, що найменше постраждали від кризи 2009 р. У 2009 р. місто відвідали 6,5 млн осіб, а кількість ночівель у готелях усіх рівнів і класів досягло 12,8 млн (69 % гостей міста прибули з-за кордону). Найбільше туристів, окрім Іспанії (31 %), прибуло з Італії (8,4 %), Великої Британії (8,1 %), Франції (7,7 %), США (7,4 %), Німеччини (5,2 %).
Окрім того, Барселона залишається лідером круїзного туризму серед середземноморських портових міст, при цьому пасажиропотік становить понад 2 млн осіб на рік. За даними Міжнародної асоціації конгресів та конвенцій (ICCA), Барселона посідає 2-ге місце у світі, поступившись лише Лондону, за кількістю проведених виставок та конгресів.
Попри позитивний вплив на економіку міста, туризм також створює чимало проблем для Барселони, зокрема зростає невдоволення місцевих жителів через надмірну кількість туристів, підняття цін на проживання, появу непотрібних місцевому населенню закладів, забруднення навколишнього середовища внаслідок круїзного туризму, тощо.
Порт Барселони за вантажообігом є третім (після Картахени та Більбао) в Іспанії. Залізницями і шосейними шляхами Барселона зв'язана з Мадридом, Валенсією і містами Франції.

## Транспорт

### Аеропорти

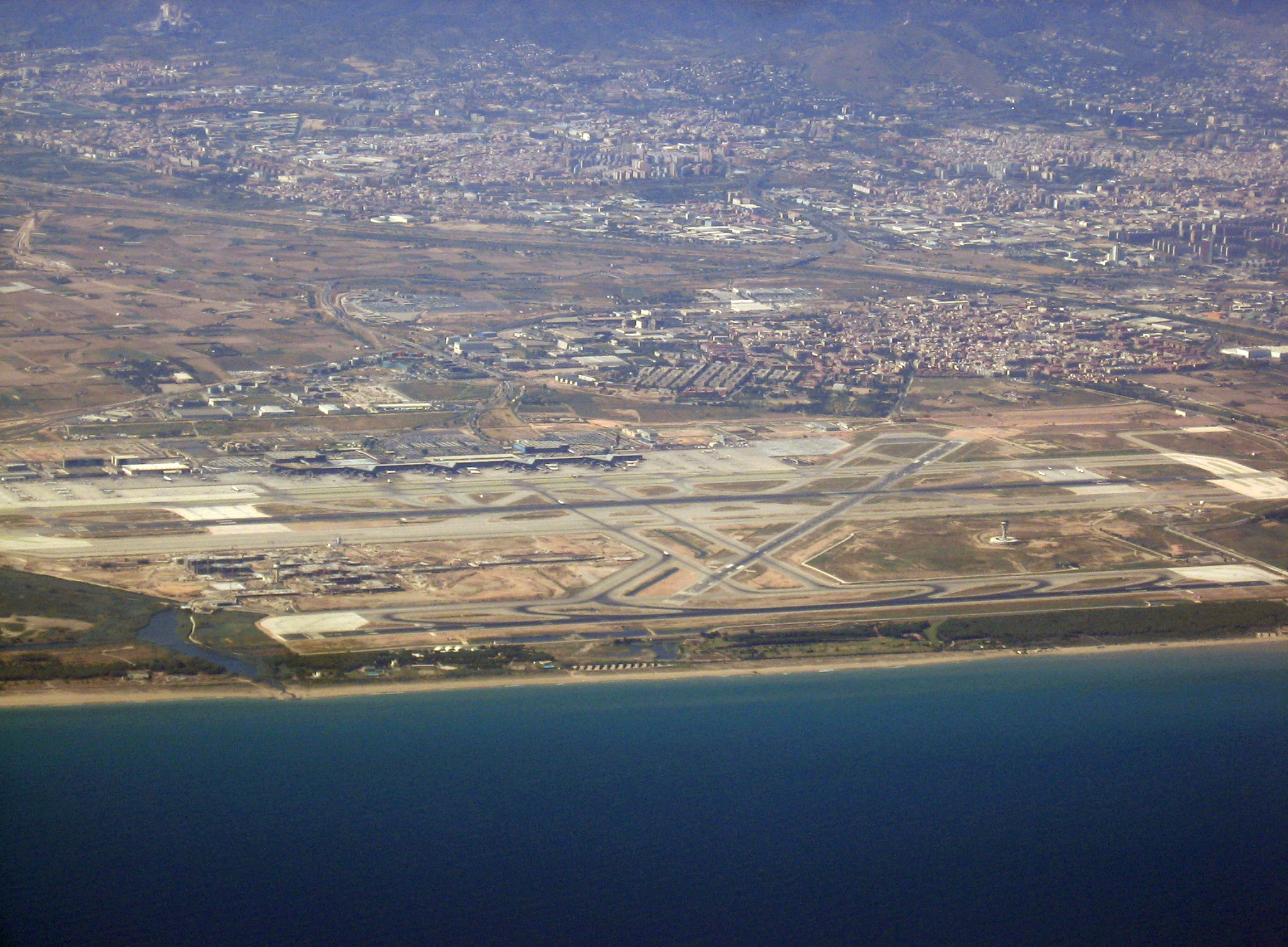
Барселона-Ель-Прат з висоти пташиного польоту

Барселона обслуговується аеропортом Барселона — Ель-Прат, що розташовано приблизно за 17 км від центру Барселони. Це другий за пасажирообігом аеропорт Іспанії, який обслуговував понад 50,17 млн пасажирів у 2018 році, демонструючи річну тенденцію до зростання. Аеропорт є хабом для авіакомпаній Vueling Airlines, Ryanair, Iberia та Air Europa. Аеропорт сполучений із містом автомобільною дорогою, метро (станції Аеропорт Т1 та Аеропорт Т2), S-bahn (станція аеропорт Барселона) та автобусним маршрутом. Новий термінал (T1) був побудований та введений в експлуатацію 17 червня 2009 року.
Деякі дешеві авіалінії також використовують аеропорт Жирона-Коста-Брава, розташований приблизно за 90 км на північ, аеропорт Реус — 77 км (48 миль) на південь, або аеропорт Льє́йда — Алґуа́йра — за 150 км на захід, від міста. Аеропорт Сабадель — малий аеропорт у сусідньому місті Сабадель, використовують для навчання пілотів, аеротаксі та приватним рейсам.

### Морський порт

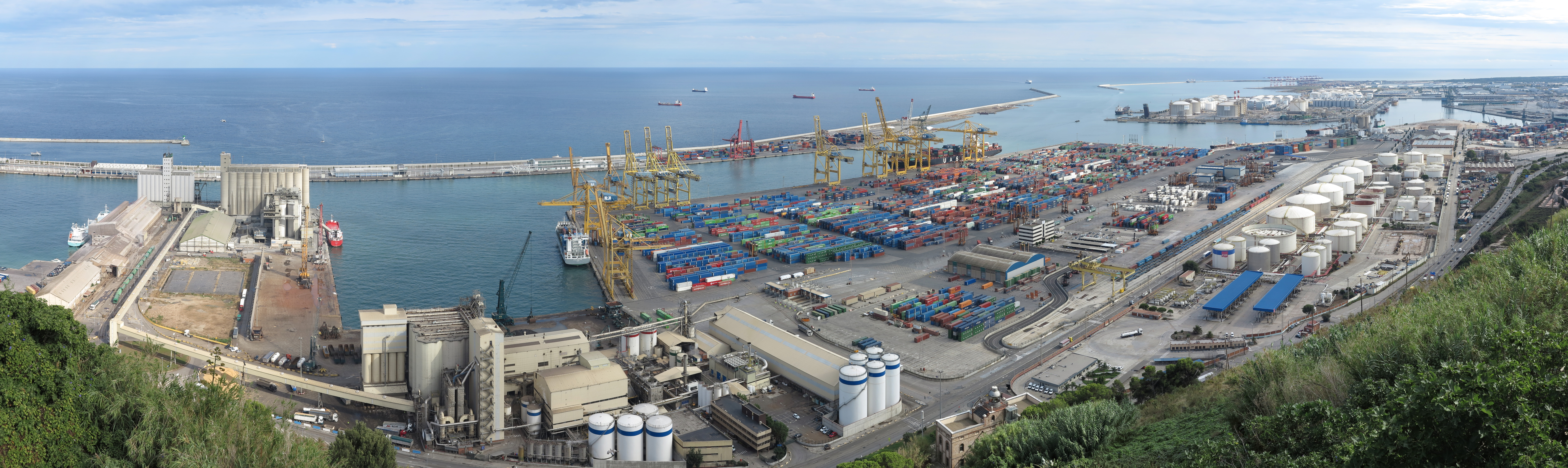
Барселонський порт

Порт Барселони має 2000-річну історію і має велике сучасне комерційне значення. Це дев'ятий за вантажообігом контейнерний порт Європи, у 2013 році обробив 1,72 мільйона TEU. Має площу 10 км² та поділ на три зони: Порт-Вель (старий порт), торговий порт та логістичний порт (Барселонський вільний порт). На кінець 2010-х порт розширюють, що вдвічі збільшить його розмір через відвід гирла річки Льобрегат на 2 км на південь.

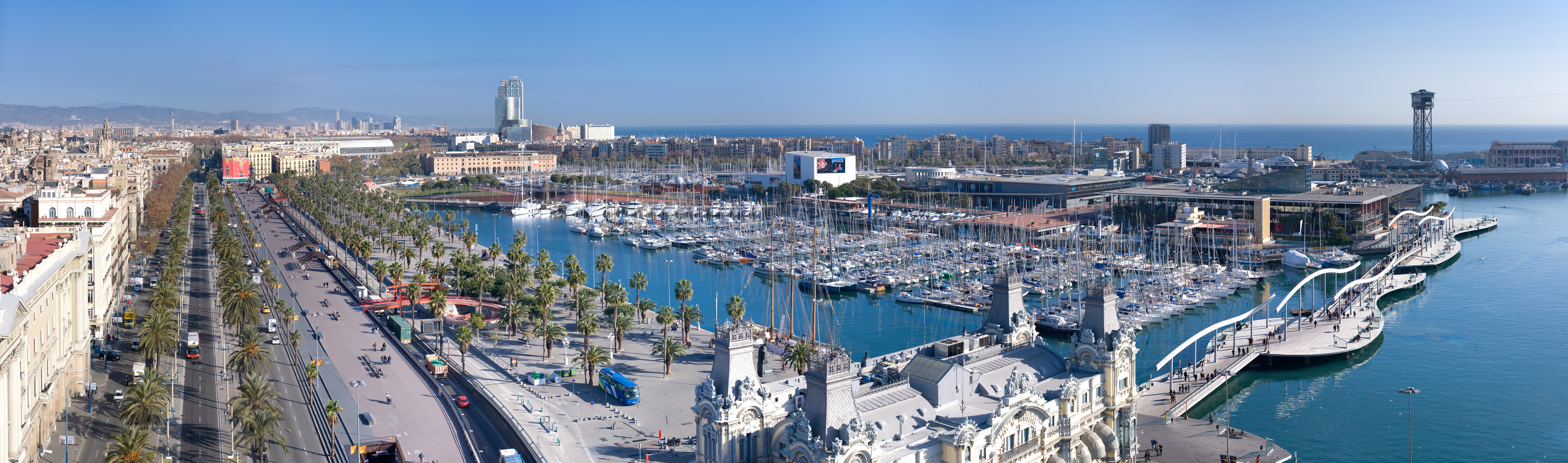
The Порт-Вель взимку

У 2013 році 3,6 млн круїзних пасажирів скористалися послугами порту Барселони.
У районі Порт-Вель розташовані також Maremagnum (комерційний центр), мультиплексний кінотеатр, IMAX Port Vell і один із найбільших у Європі акваріумів — Акваріум Барселони, який містить 8000 риб і 11 акул, що містяться в 35 акваріумах, заповнених 4 мільйонами літрів морської води. Maremagnum, розташований у межах порту, — єдиний комерційний центр у місті, який може бути відкритим у неділю та державні свята.

### Національна та міжнародна залізниця

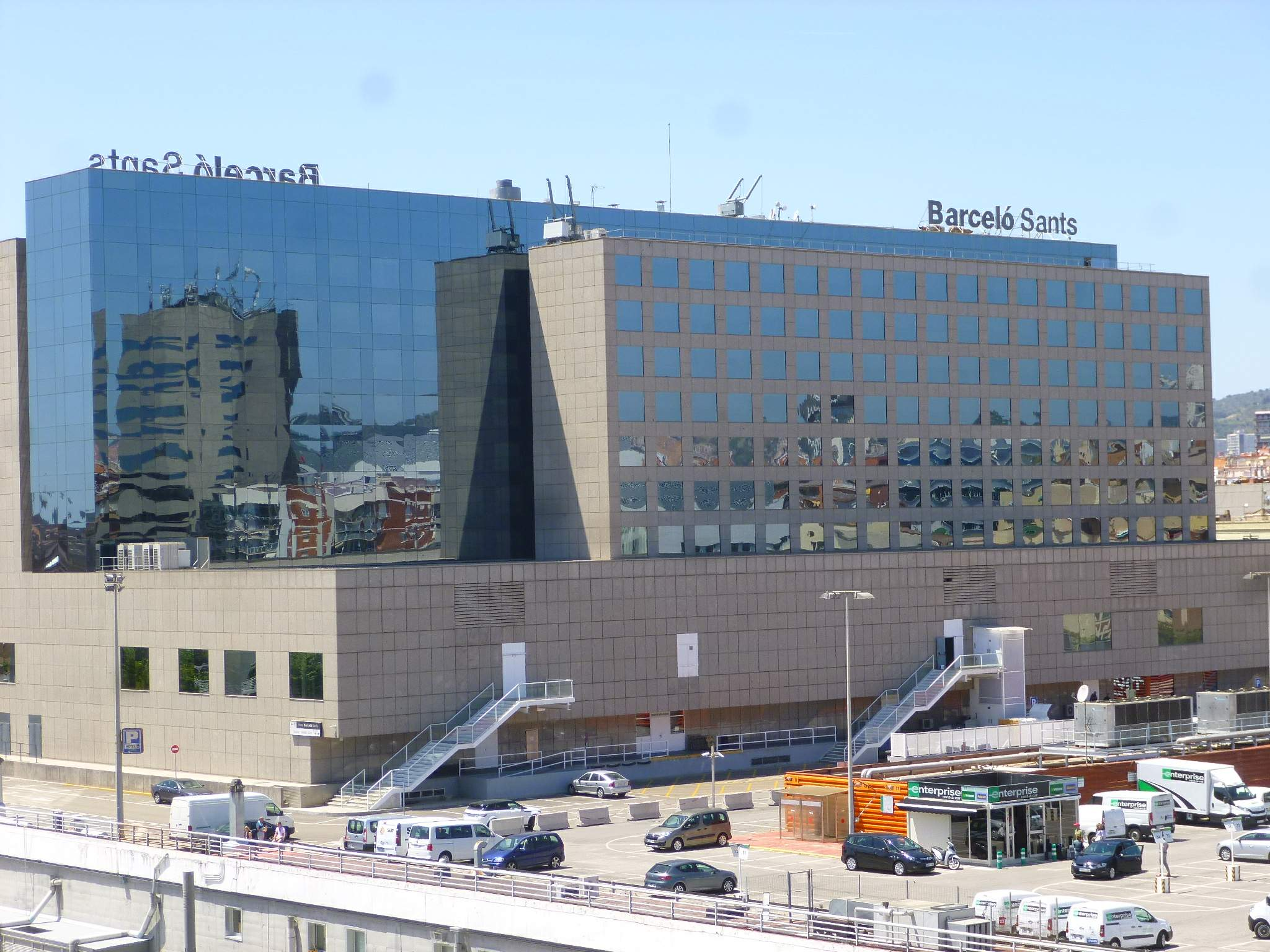
Барселона-Сантс

Барселона є головним вузлом для Renfe, іспанської державної залізничної мережі. Головна міська станція далекого прямування — залізничний вокзал Барселона-Сантс, у той час як станція Барселона-Франція виконує функції другорядного обслуговування приміських, регіональних потягів.
Високошвидкісна залізниця AVE RENFE, розрахована на швидкість 310 км/год, була відкрита від Мадрида до Барселони у 2008 році — Високошвидкісна залізниця Мадрид — Барселона. Спільна швидкісна залізниця RENFE-SNCF, що сполучає Барселону та Францію (Париж, Марсель та Тулуза), через швидкісну залізничну лінію Перпіньян — Барселона, була запущена в 2013 році. Обидві ці лінії обслуговує станція Барселона-Сантс.

### Метро

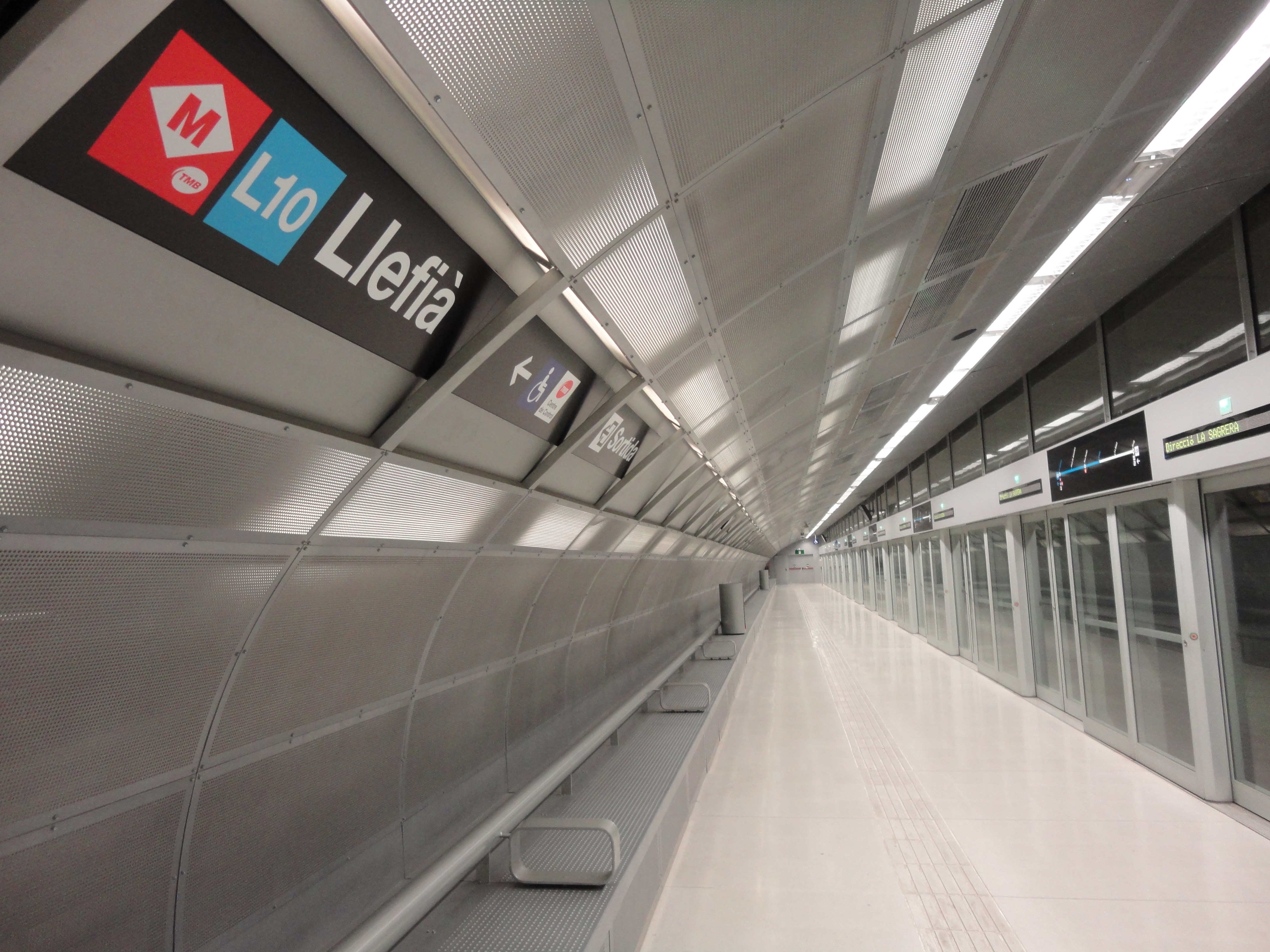
Станція Барселонського метрополітену

Мережа барселонського метрополітену налічує 11 ліній, позначених своїм номером і кольором кожна. Вісім із них (L1, L2, L3, L4, L5, L9, L10 і L11) є під орудою Transports Metropolitans de Barcelona (TMB)), а інші 3 лінії (L6, L7 і L8) належать компанії Ferrocarrils de la Generalitat de Catalunya (FGC). Метро сполучає Барселону з деякими передмістями коліями RENFE.
Лінії метрополітену прокладені як під землею, так і по поверхні. У центрі міста мережа метрополітену сусідить із підземними станціями приміських поїздів національних залізниць RENFE і місцевої FGC.
Окрім міського метро, через місто прокладено декілька регіональних залізничних ліній, під орудою RENFE Rodalies de Catalunya, забезпечуючи сполучення з навколишніми містами.

### Трамвай

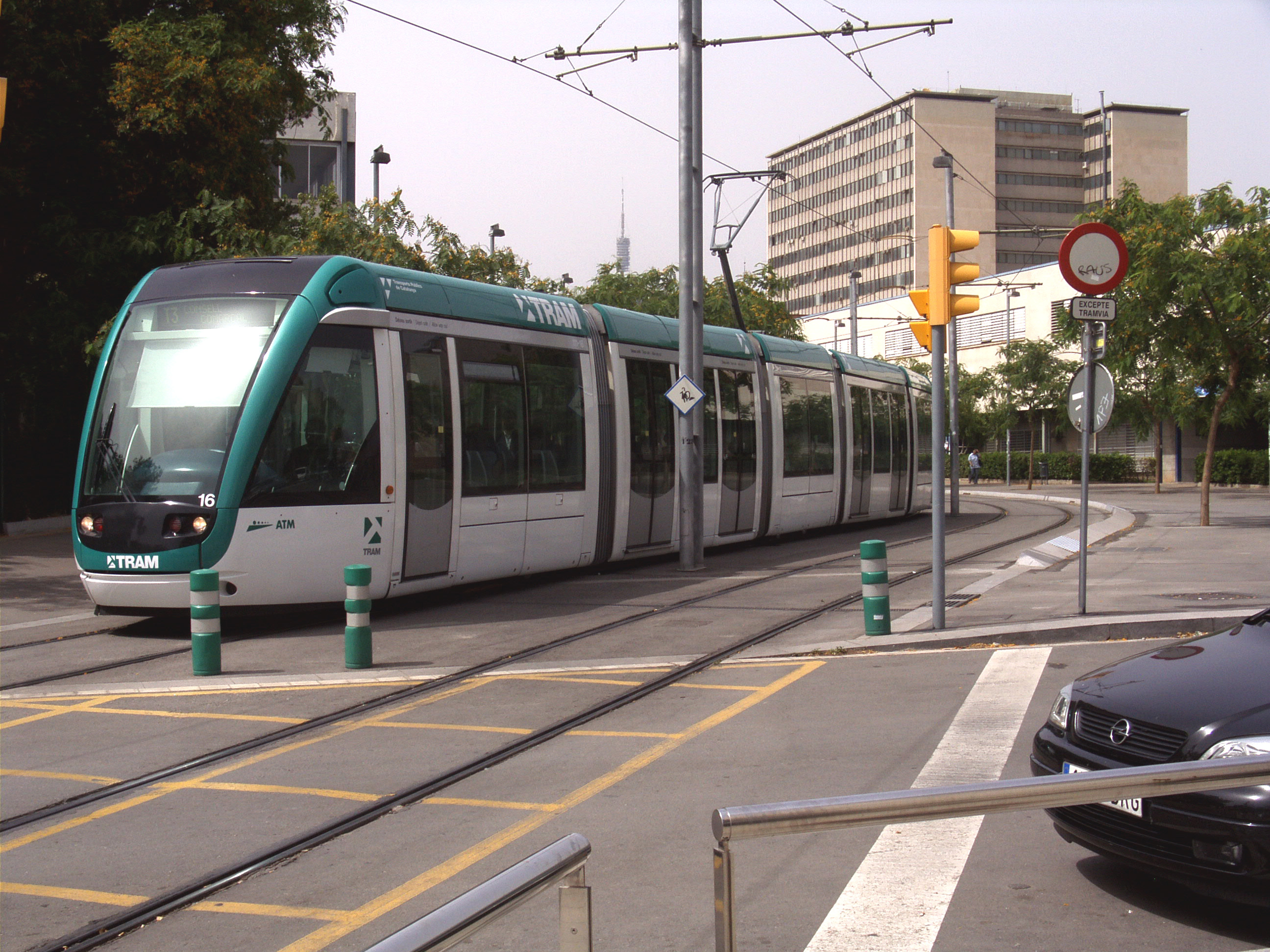
Барселонський трамвай

Під орудою TramMet діє дві сучасні трамвайні мережі — Trambaix і Trambesòs. Лінія історичного трамваю, Tramvia Blau, діє між лінією метро 7 та Фунікулером Тібідабо.

### Зубчаста залізниця, канатні дороги та фунікулери
У місті діє зубчаста залізниця: Монтсеррат; три системи фунікулеру: Тібідабо, Вальвідрера та Монтжуїк; дві канатні дороги: Монтжуїк і Порт-Велл.

### Автобус
У місті діють лінії нічного автобуса «N» (Nitbus). Є спеціальні автобуси: Aerobus до аеропорту, автобуси Port Bus до морського порту і Tibibus до парку атракціонів на горі Тібідабо.
Північний автовокзал| (кат. Estació del Nord) раніше був залізничним, на початок 2020-х обслуговує міжнародні та міжміські автобуси.

### Автошляхи
Барселона розміщена на трьох міжнародних маршрутах, включаючи європейський маршрут Е15, що прямує узбережжям Середземномор'я, європейський маршрут Е90 до Мадрида та Лісабона та європейський маршрут Е09 до Парижа. Також від міста прямують регіональні автошляхи: А-2, А-7 / АП-7, С-16, С-17, С-31, С-32, С-33, С-60.
Місто має три об'їзні дороги, Ронда-де-Дальт (В-20) (уздовж гір), Ронда-дель-Літораль (В-10) (уздовж узбережжя) та Ронда-дель-Міг

## Житловий фонд
У 2001 р. 18,8 % усіх родин (домогосподарств) мали житло площею до 59 м², 51,3 % — від 60 до 89 м², 21,8 % — від 90 до 119 м² і 8,2 % — понад 120 м².
З усіх будівель у 2001 р. 20,2 % були одноповерховими, 13,5 % — двоповерховими, 7,9 % — триповерховими, 8,4 % — чотириповерховими, 12,9 % — п'ятиповерховими, 12,5 % — шестиповерховими,
8,9 % — семиповерховими, 15,6 % — з вісьмома та більше поверхами.

## Автопарк
| \| Автомобілі, зареєстровані у місті, за призначенням \| Автомобілі, зареєстровані у місті, за призначенням \| Автомобілі, зареєстровані у місті, за призначенням \| \| Рік \| 2006 р. \| 2005 р. \| \| -------------------------------------------------- \| -------------------------------------------------- \| -------------------------------------------------- \| \| Приватні автомобілі \| 66,2 % \| 67,6 % \| \| Мотоцикли \| 19,6 % \| 18,2 % \| \| Вантажівки \| 12 % \| 12 % \| \| Трактори \| 0,3 % \| 0,3 % \| \| Автобуси та ін. \| 1,9 % \| 1,8 % \| \| Усього автомобілів \| 910 883 шт. \| 919 248 шт. \| |             |             |
| Автомобілі, зареєстровані у місті, за призначенням |             |             |
| Рік | 2006 р.     | 2005 р.     |
| Приватні автомобілі | 66,2 %      | 67,6 %      |
| Мотоцикли | 19,6 %      | 18,2 %      |
| Вантажівки | 12 %        | 12 %        |
| Трактори | 0,3 %       | 0,3 %       |
| Автобуси та ін. | 1,9 %       | 1,8 %       |
| Усього автомобілів | 910 883 шт. | 919 248 шт. |

## Вживання каталанської мови
У 2001 р. каталанську мову у місті розуміли 95,1 % усього населення (у 1996 р. — 96,4 %), вміли говорити нею 74,6 % (у 1996 р. — 77,7 %), вміли читати 75 % (у 1996 р. — 76 %), вміли писати 47,1 % (у 1996 р. — 45,5 %). Не розуміли каталанської мови 4,9 %.

## Політичні уподобання
У виборах до Парламенту Каталонії у 2006 р. взяло участь 693 242 особи (у 2003 р. — 805 904 особи). Голоси за політичні сили розподілилися таким чином:
| \| Вибори до Парламенту Каталонії \| Вибори до Парламенту Каталонії \| Вибори до Парламенту Каталонії \| \| Рік \| 2006 р. \| 2003 р. \| \| -------------------------------------- \| ------------------------------ \| ------------------------------ \| \| Конвергенція та Єднання (CiU) \| 30,1 % \| 28,3 % \| \| Соціалістична партія Каталонії (PSC) \| 24,9 % \| 30,9 % \| \| Народна партія (PP) \| 13,5 % \| 15,3 % \| \| Ініціатива за зелену Каталонію (IC) \| 12,2 % \| 8,6 % \| \| Республіканська лівиця Каталонії (ERC) \| 12,4 % \| 15,7 % \| \| Громадянська партія (C's) \| 4,6 % \| 0 % \| \| Інші \| 2,2 % \| 1,2 % \| |         |         |
| Вибори до Парламенту Каталонії |         |         |
| Рік | 2006 р. | 2003 р. |
| Конвергенція та Єднання (CiU) | 30,1 %  | 28,3 %  |
| Соціалістична партія Каталонії (PSC) | 24,9 %  | 30,9 %  |
| Народна партія (PP) | 13,5 %  | 15,3 %  |
| Ініціатива за зелену Каталонію (IC) | 12,2 %  | 8,6 %   |
| Республіканська лівиця Каталонії (ERC) | 12,4 %  | 15,7 %  |
| Громадянська партія (C's) | 4,6 %   | 0 %     |
| Інші | 2,2 %   | 1,2 %   |

У муніципальних виборах у 2007 р. взяло участь 584 306 осіб (у 2003 р. — 743 888 осіб). Голоси за політичні сили розподілилися таким чином:
| \| Муніципальні вибори \| Муніципальні вибори \| Муніципальні вибори \| \| Рік \| 2007 р. \| 2003 р. \| \| -------------------------------------- \| ------------------- \| ------------------- \| \| Конвергенція та Єднання (CiU) \| 26,5 % \| 21,8 % \| \| Соціалістична партія Каталонії (PSC) \| 31,2 % \| 34,2 % \| \| Народна партія (PP) \| 16,3 % \| 16,4 % \| \| Ініціатива за зелену Каталонію (IC) \| 9,7 % \| 12,3 % \| \| Республіканська лівиця Каталонії (ERC) \| 9,2 % \| 13 % \| \| Громадянська партія (C's) \| 0 % \| 0 % \| \| Інші \| 7,1 % \| 2,4 % \| |         |         |
| Муніципальні вибори |         |         |
| Рік | 2007 р. | 2003 р. |
| Конвергенція та Єднання (CiU) | 26,5 %  | 21,8 %  |
| Соціалістична партія Каталонії (PSC) | 31,2 %  | 34,2 %  |
| Народна партія (PP) | 16,3 %  | 16,4 %  |
| Ініціатива за зелену Каталонію (IC) | 9,7 %   | 12,3 %  |
| Республіканська лівиця Каталонії (ERC) | 9,2 %   | 13 %    |
| Громадянська партія (C's) | 0 %     | 0 %     |
| Інші | 7,1 %   | 2,4 %   |

## Адміністративний поділ міста
- Старе місто — Ciutat Vella.
- Ашямпла (Ешямпле) (Продовження) — Eixample.
- Санс-Монжуїк — Sants-Montjuïc.
- Лес Корс (Парламент) — Les Corts.
- Саррія-Сан Жербазі — Sarrià-Sant Gervasi.
- Ґрасія — Gràcia.
- Орта-Ґінардо — Horta-Guinardó.
- Ноу Барріс (Нові квартали) — Nou Barris.
- Сант Андреу (Св. Андрія) — Sant Andreu.
- Сан Марті де Прубенсалс (Св. Мартин Прованський) — Sant Martí de Provençals.

## Релігія
- Центр Барселонської архідіоцезії Католицької церкви.

## Культура
Барселона — один з історичних центрів каталонської та іспанської культур.

### Університет
Барселонський університет заснований у 1450 році. Входить до 200 найкращих вищих навчальних закладів світу, знаходиться на 6-й позиції у рейтингу найкращих університетів Іспанії. 

### Музеї
Барселона багата стародавніми музейними сховищами, сучасними виставковими залами, фондами і тематичними музеями, яких налічується кілька десятків. 
.

### Музика
Барселона має багато місць для музики і театру, у тому числі всесвітньо відомий Великий оперний театр «Лісеу», Національний театр Каталонії (Teatre Nacional de Catalunya), Театр Ліур (Teatre Lliure) і концертний зал Палац каталонської музики. Барселона також є домом для найбільшого симфонічного оркестру — Симфонічного оркестру Барселони і Національного оркестру Каталонії (Orquestra Simfònica de Barcelona i Nacional de Catalunya, відомого як ОВС). Основна магістраль Ла-Рамбла є домом для мімів та вуличних артистів. Щорічно у місті відбуваються два основних музичні поп-фестивалі: фестиваль Sónar Festival і фестиваль Primavera Sound Festival. Місто також має процвітаючу сцену альтернативної музики з такими групами, як The Pinker Tones, і які заслуговують на міжнародне визнання.

## Архітектура Барселони
Старе місто (південна частина) має в основі середньовічне планування з вузькими вулицями. Нове місто (північно-західна частина) розплановано за прямокутною системою. Навколо центральоної частини — робітничі передмістя: Ґрасія, Саррія, Сант-Андреу. Архітектурні пам'ятники: готичний собор (1298—1448), церква Санта Марія дал Мар (XIV ст.), ренесансний палац (XV-XVI ст.), пам'ятник Христофорові Колумбу.
Барселона відома архітектурною спадщиною Антоніо Гауді та інших архітекторів, що входить до Світової спадщини ЮНЕСКО. Зокрема, у місті розташовані:
|                    |                                                                           |                                                                       |                                                                           |                                                                           |
| Назва              | Парк Гуель                                                                | Палац Гуель                                                           | Будинок Міла                                                              | Будинок Вісенс                                                            |
| Код, рік включення | 320-001, 1984                                                             | 320–002, 1984                                                         | 320–003, 1984                                                             | 320–004, 2005                                                             |
| Координати         | 41°24′59.6″ пн. ш. 2°09′07.9″ сх. д. / 41.416556° пн. ш. 2.152194° сх. д. | 41°22′45″ пн. ш. 2°10′28″ сх. д. / 41.379183° пн. ш. 2.174445° сх. д. | 41°23′51.3″ пн. ш. 2°09′46.9″ сх. д. / 41.397583° пн. ш. 2.163028° сх. д. | 41°22′50.5″ пн. ш. 2°10′30.6″ сх. д. / 41.380694° пн. ш. 2.175167° сх. д. |

|                    |                                                                           |                                                                           |                                                                     |                                                                     |
| Назва              | Храм Святого Сімейства                                                    | Будинок Бальо                                                             | Палац каталонської музики                                           | Лікарня Сант-Пау                                                    |
| Код, рік включення | 320-005, 2005                                                             | 320–006, 2005                                                             | 804–001, 1997                                                       | 804–002, 1997                                                       |
| Координати         | 41°24′19.8″ пн. ш. 2°10′30.2″ сх. д. / 41.405500° пн. ш. 2.175056° сх. д. | 41°22′00.3″ пн. ш. 2°09′59.0″ сх. д. / 41.366750° пн. ш. 2.166389° сх. д. | 41°23′16″ пн. ш. 2°10′30″ сх. д. / 41.38778° пн. ш. 2.17500° сх. д. | 41°24′50″ пн. ш. 2°10′30″ сх. д. / 41.41389° пн. ш. 2.17500° сх. д. |

## Фотогалерея

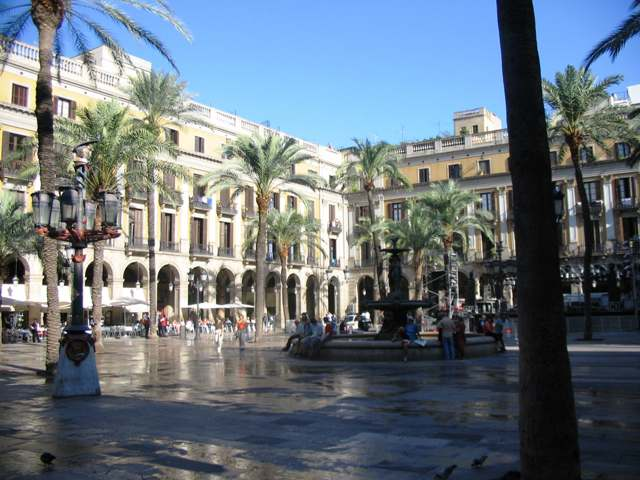
Пласа Райал (Королівська пл.)
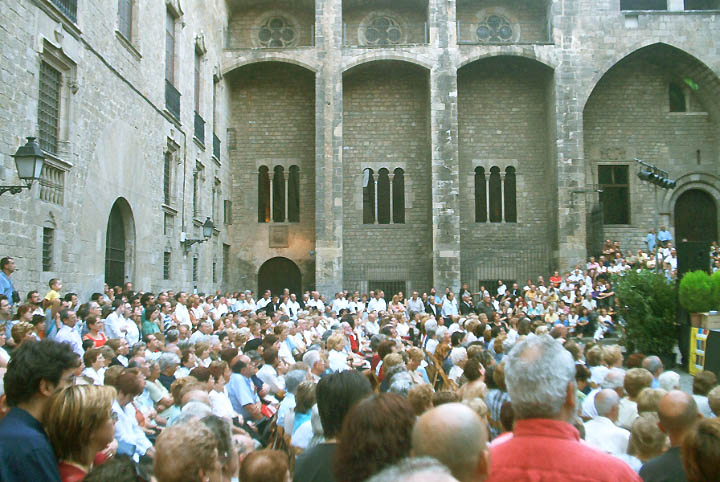
Концерт на площі Короля (Пласа дал Рей)
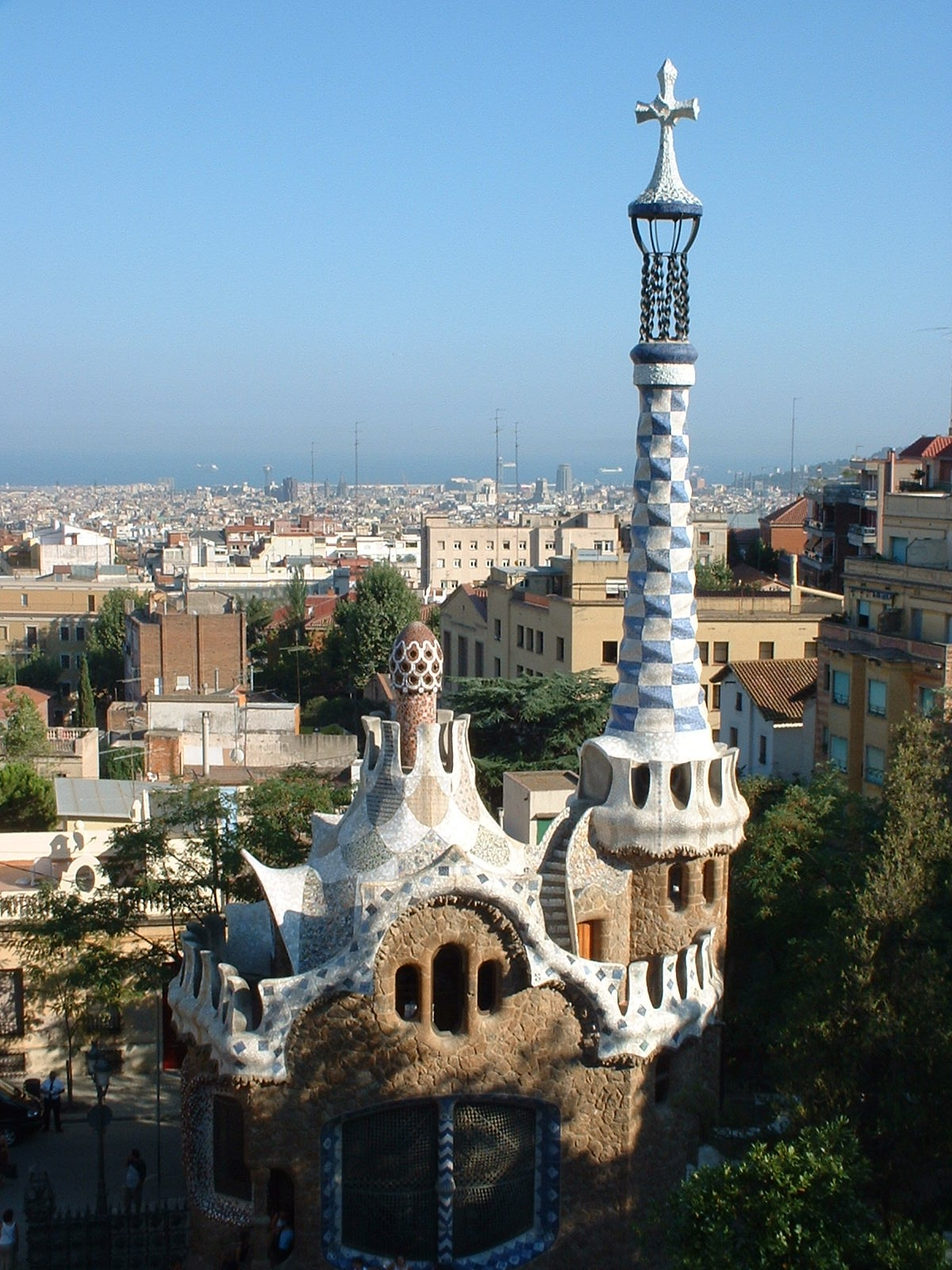
Павільйон на вході до Парку Ґуель
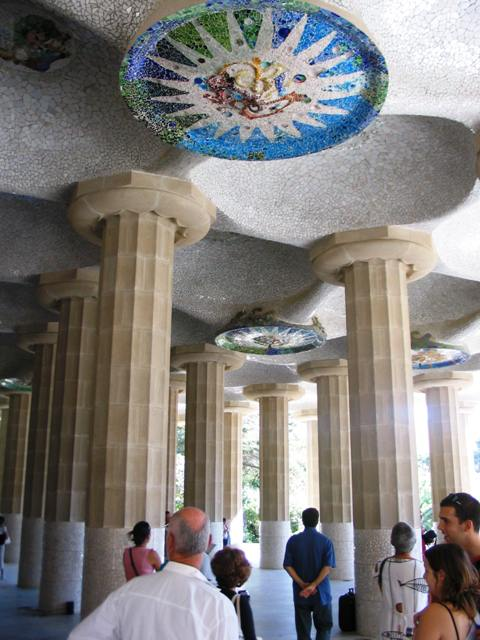
Парк Ґуель
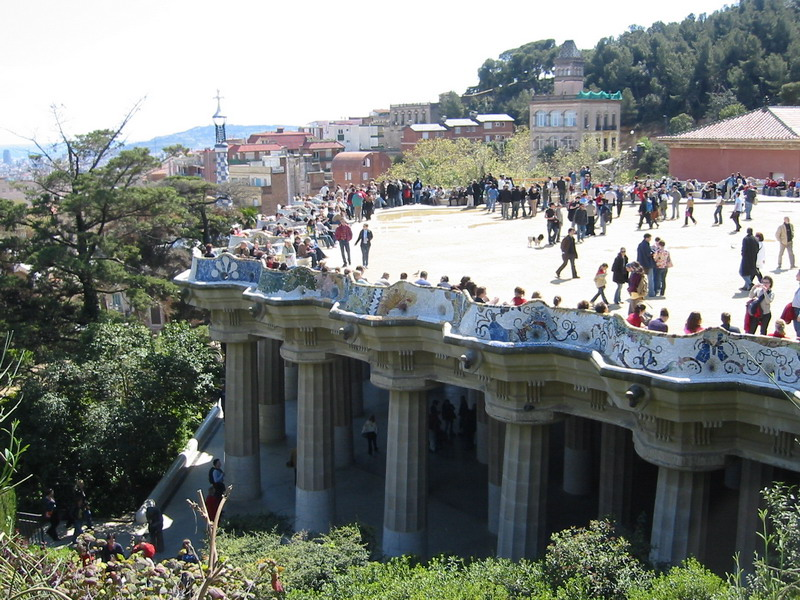
Вигляд ззовні водозбірника у Парку Ґуель
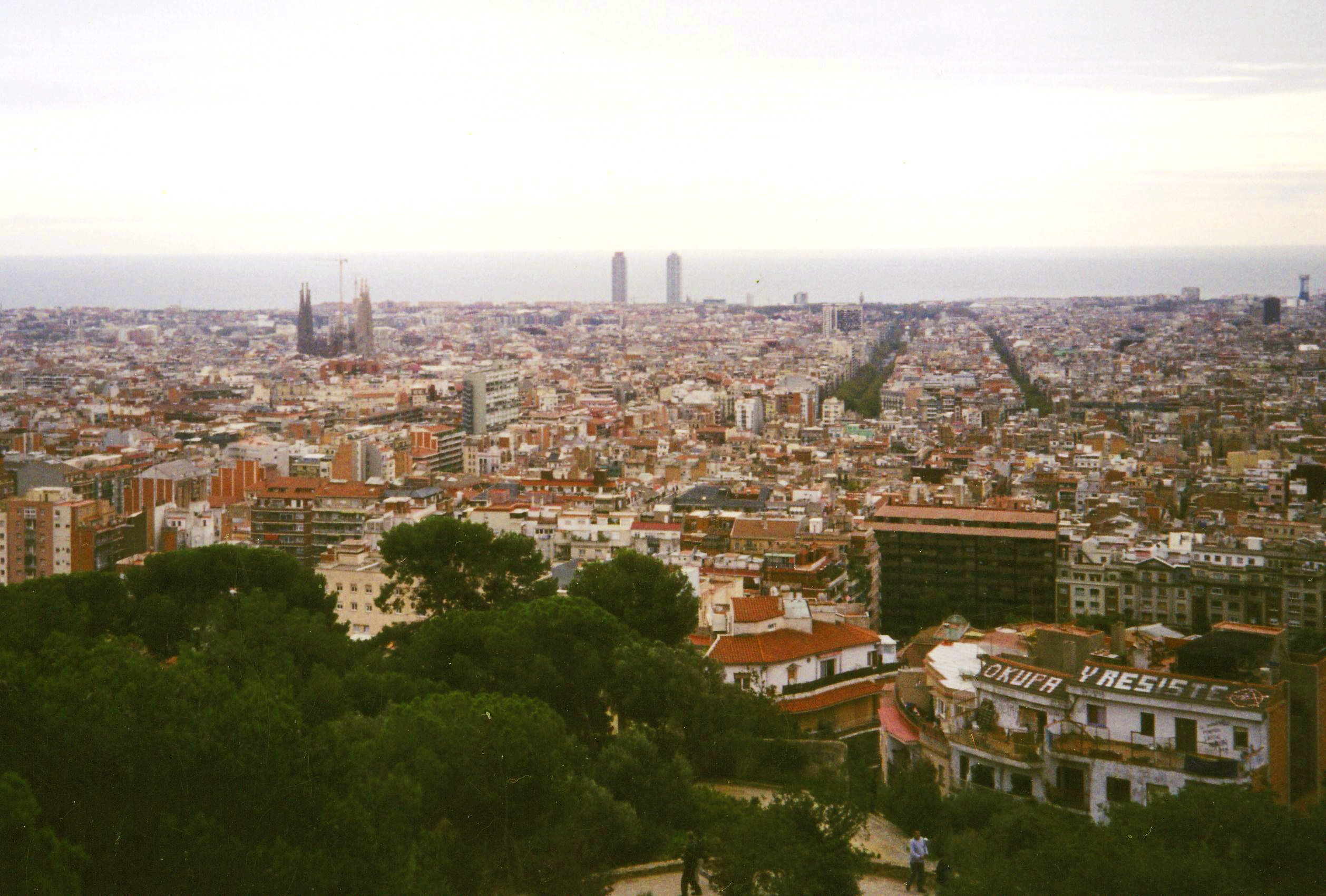
Панорамний вигляд Парку Ґуель
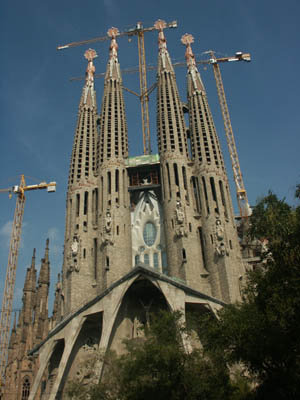
Храм Святого Сімейства
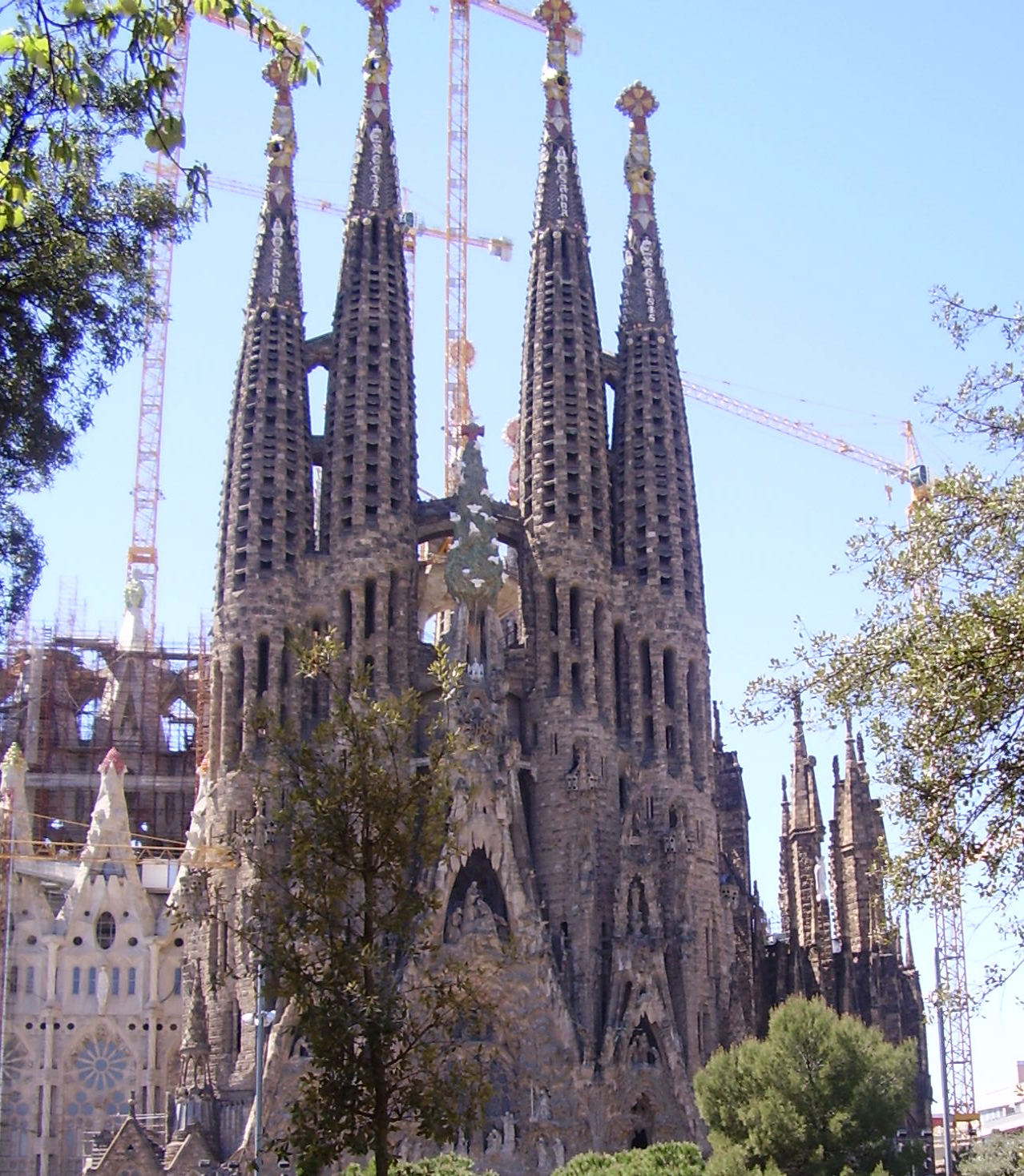
Фасад Різдва Храму Святого Сімейства
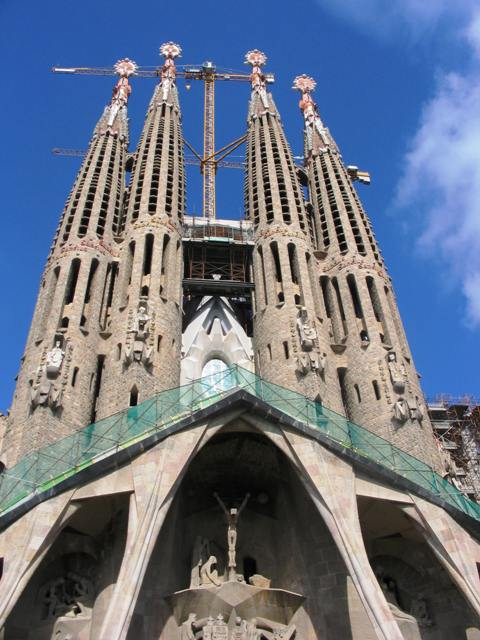
Фасад Пристрастей Христових Храму Святого Сімейства
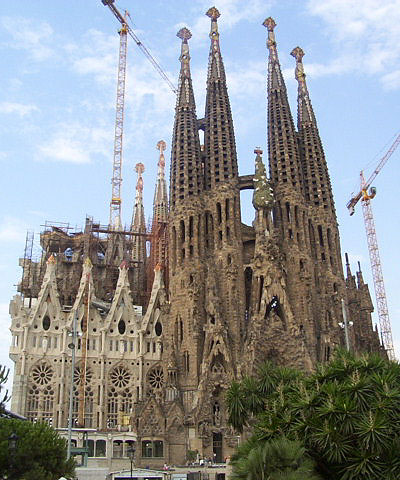
Храм Святого Сімейства
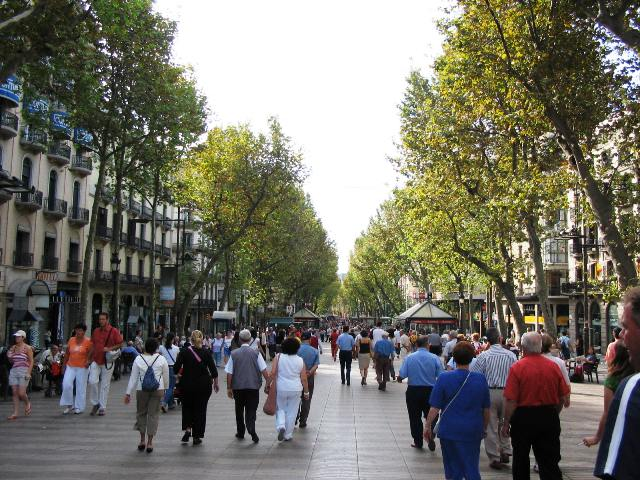
Ла Рамбла
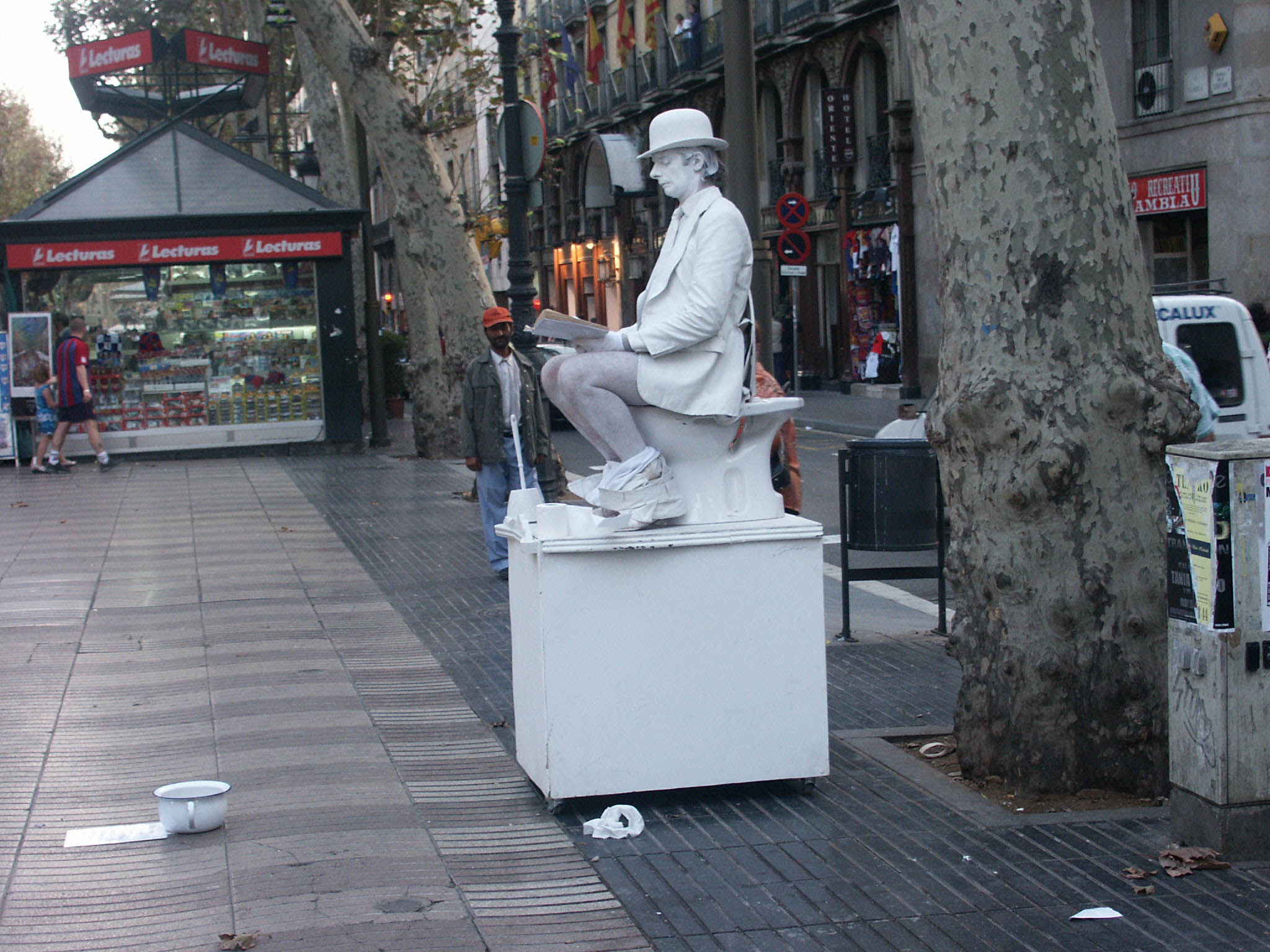
«Жива статуя» на Ла Рамблі
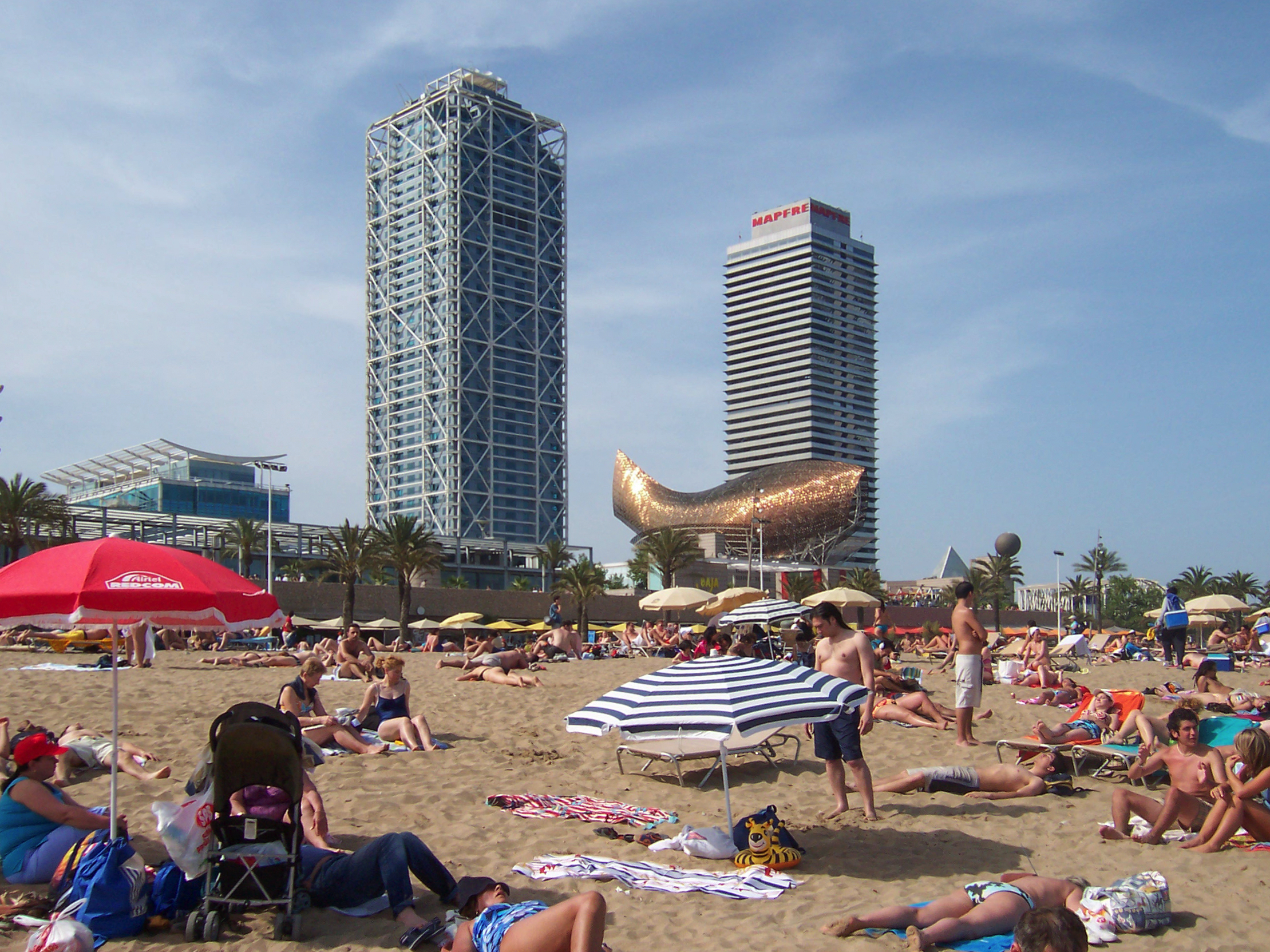
Пляж Барсалунета
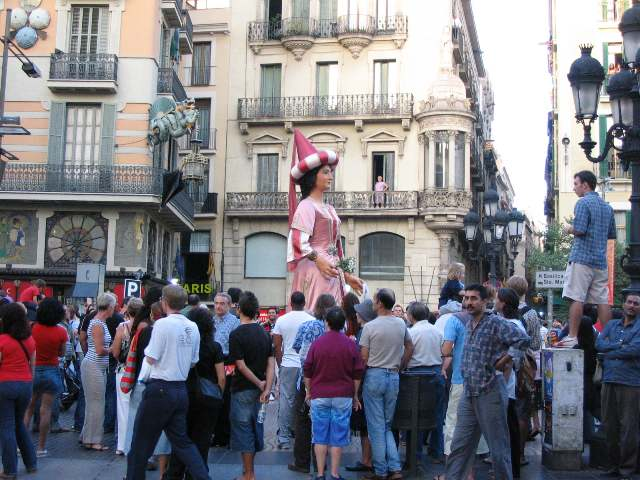
Свято Божої Матері Всепрощаючої у Барселоні
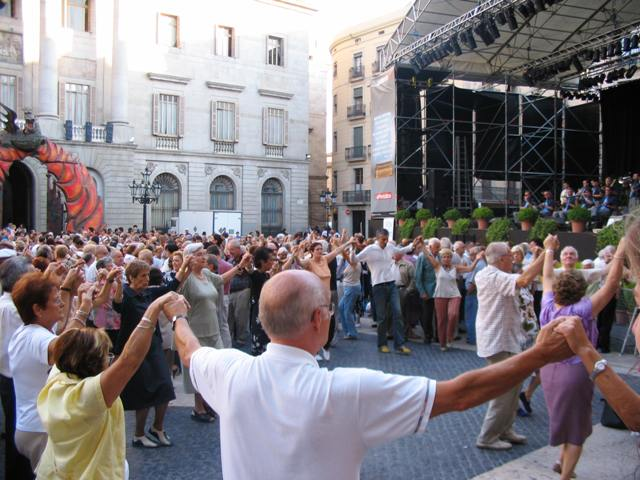
Танок сардана
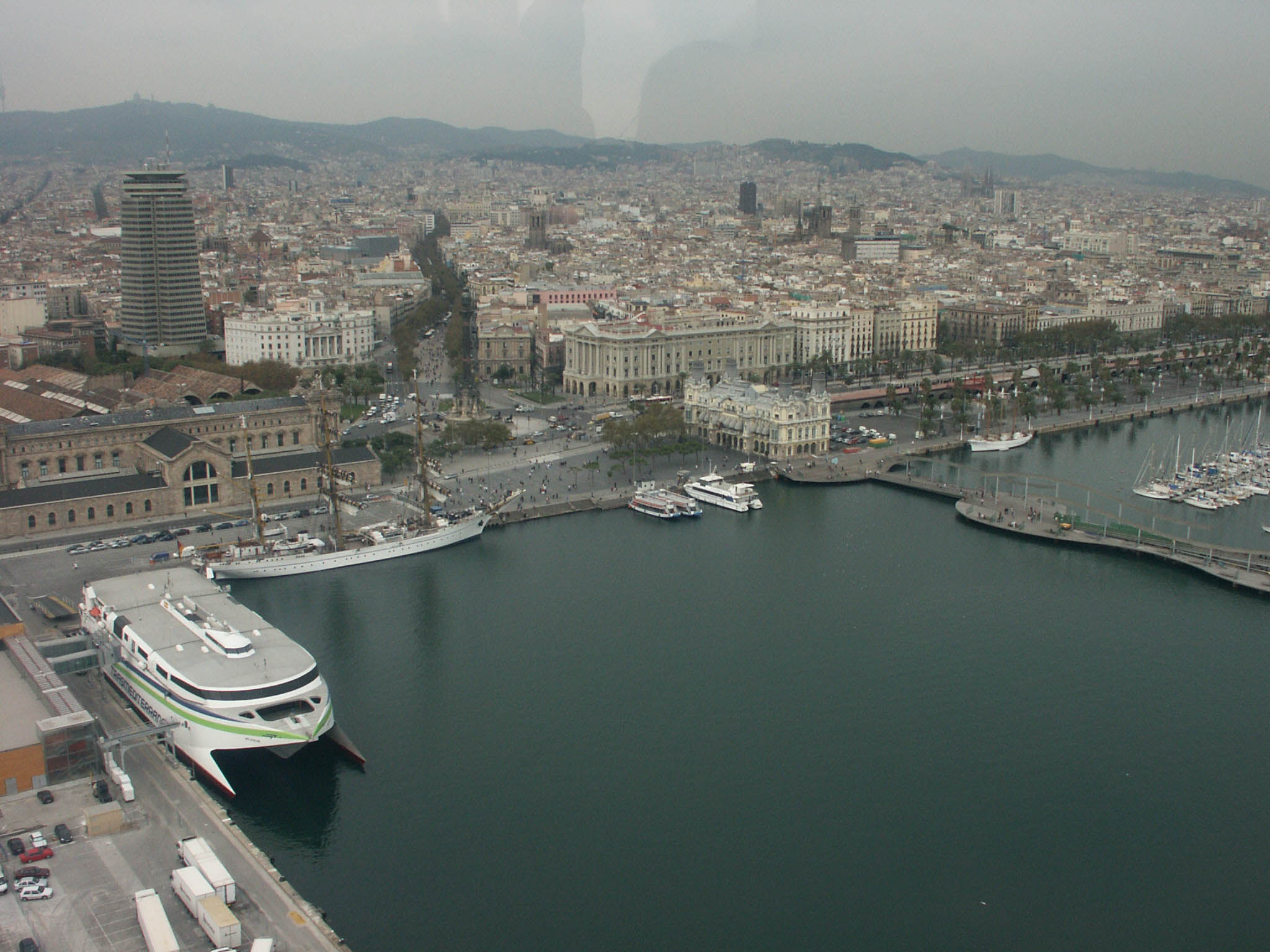
Фото Барселони з моря
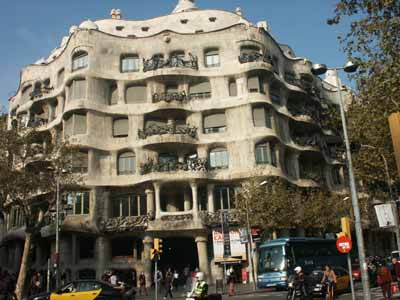
Будинок Міла
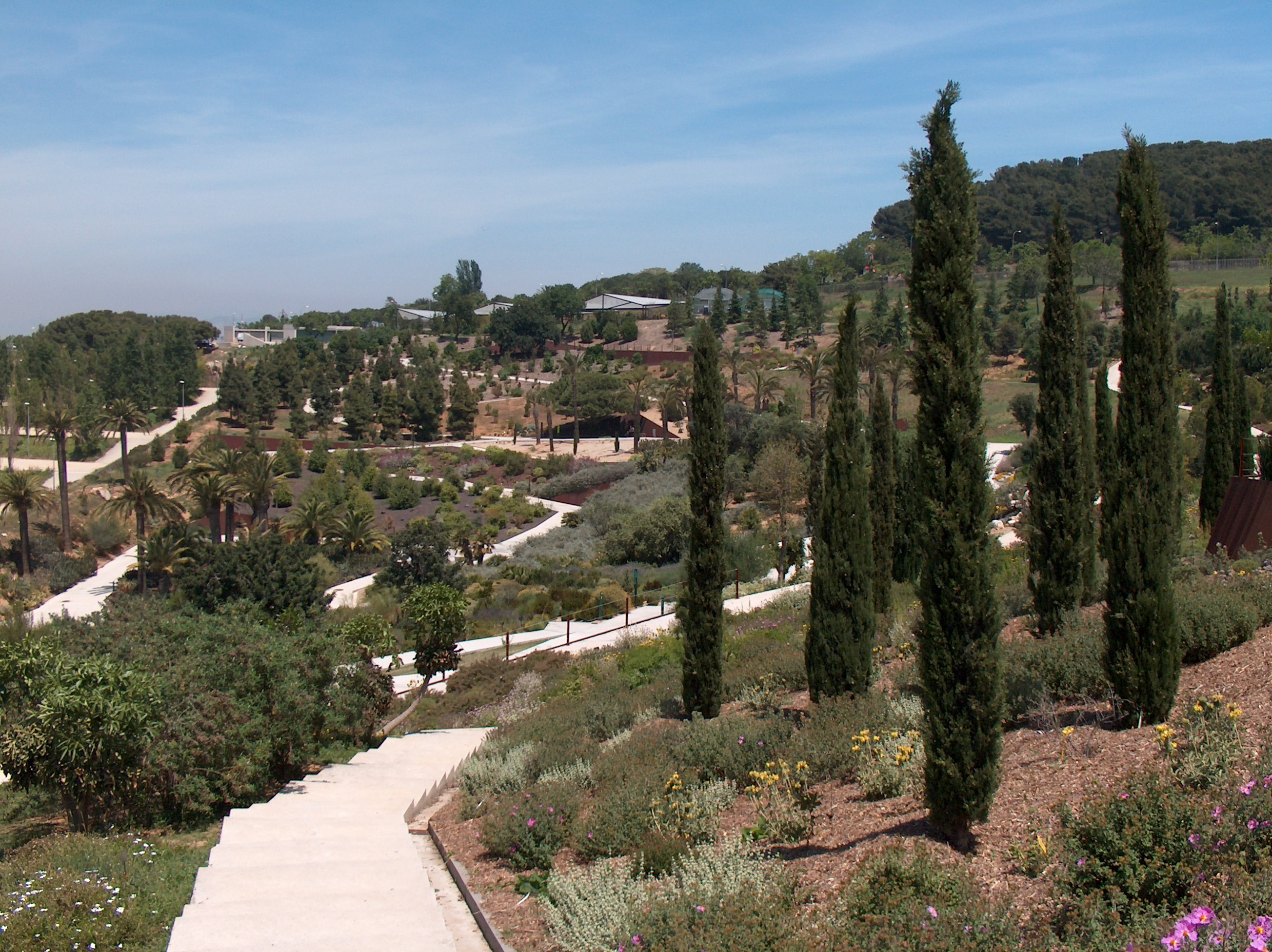
Барселонський ботанічний сад